# Dyke Hard
Pour plus de détails, voir Fiche technique et Distribution.
Dyke Hard est une comédie horrifique suédoise coécrite et réalisée par Bitte Andersson et sortie directement en vidéo en 2014.

## Synopsis
En 1986 à Stockholm, un groupe de rock lesbien affronte fantômes, ninjas, robots, etc.

## Fiche technique
- Titre original : Dyke Hard
- Titre français :
- Titre québécois :
- Réalisation : Bitte Andersson
- Scénario :
- Direction artistique :
- Décors :
- Costumes :
- Photographie : Alexi Carpentieri
- Son :
- Montage :
- Musique : Makode Linde et Ilon Vejde
- Production : Martin Borell, Tomas Michaelsson et Bonnie Skoog
- Sociétés de production : Tribad
- Distribution : Njuta Films
- Budget :
- Pays d'origine :  Suède
- Langue : Suédois/Anglais
- Format : Couleur
- Genre : Comédie horrifique, film musical
- Durée : 90 minutes
- Dates de sortie :
  -  Suède : 8 novembre 2014 (Festival international du film de Stockholm), 20 février 2015

## Distribution
- Lina Kurttila : Riff
- Peggy Sands : Peggy
- Maria Wågensjö : Scotty
- Alle Eriksson : Bandido
- Ylva Maria Thompson (sv) : Morgana le fantôme